# الدون (لقب شرفي)
الدون (بالإسبانية: Don)‏ (بالبرتغالية: Dom‏)، (بالإيطالية: Don)‏ (بالإنجليزية: Don)‏، (بالفرنسية: Le Don)‏؛ هو لقب فخري إسباني وبرتغالي وإيطالي وفلبيني يُمنح للشخص كعلامة على الاحترام. وللأنثى يُقال دونا (Donna). 
الدون كلمة تعني القائد أو السيد وهو اسم أكثره يطلق على نبلاء اسبانيا.